# Кастельянос, Леандро
Андрес Леанрдо Кастельянос Серрано (англ. Andrés Leandro Castellanos Serrano; род. 9 марта 1984 года, Толедо, Колумбия) — колумбийский футболист, вратарь, известный по выступления за клуб «Санта-Фе» и сборной Колумбии.

## Клубная карьера
Кастельянос начал профессиональную карьеру в клубе «Кукута Депортиво». В 2006 году он дебютировал в Кубке Мустанга. В том же году Леонардо стал чемпионом страны. В начале 2011 года Кастельянос перешёл в «Америку» из Кали. 20 февраля в матче против «Атлетико Насьональ» он дебютировал за новый клуб. Летом того же года Леанрдо перебрался в «Депортиво Кали». 27 августа в матче против своего бывшего клуба «Кукута Депортиво» он дебютировал за новую команду.
Летом 2012 года Кастельнос подписал контракт с «Индепендьенте Медельин». 29 июля в матче против «Депортиво Пасто» он дебютировал за новую команду.
В начале 2015 года Леанрдо присоединился к «Санта-Фе». 14 февраля в матче против «Альянса Петролера» он дебютировал за новую команду. В этом же году Кастельянос помог «Санта-Фе» выиграть Южноамериканский кубок и победил в Суперлиге Колумбии. В 2016 году Леонардо второй раз за карьеру стал чемпионом страны.

## Международная карьера
10 ноября 2017 года в товарищеском матче против сборной Южной Кореи Кастельянос дебютировал за сборную Колумбии.

## Достижения
Командные
 «Кукута Депортиво»
- Чемпионат Колумбии по футболу — Финалисасьон 2006

 «Санта-Фе»
- Чемпионат Колумбии по футболу — Финалисасьон 2016
- Обладатель Южноамериканского кубка — 2013
- Победитель Суперлиги Колумбии — 2015
- Победитель Суперлиги Колумбии — 2017